# Nick Scandone
Nick Scandone (* 4. März 1966 in Santa Ana, Kalifornien; † 2. Januar 2009 in Fountain Valley, Kalifornien) war ein US-amerikanischer Segler.
Scandone, der sich seit seinem achten Lebensjahr als Segler betätigte, segelte in seiner Jugend im Balboa Yacht Club in Orange County, Kalifornien. Später studierte er an der University of California in Irvine und setzte dort auch seine Aktivitäten als Segler fort. Obwohl Scandone schon als Olympiahoffnung galt, entschied er sich nach der fehlgeschlagenen Qualifikation für die Sommerspiele in Barcelona gegen eine Karriere als Sportler und wollte lieber einen „richtigen Job“ ausüben.
Danach gab er das Segeln auf, bis 2002 bei ihm Amyotrophe Lateralsklerose (ALS) diagnostiziert wurde. 2003 gab er schließlich seinen Beruf auf und widmete sich von nun an ganz dem Segelsport. Ab 2004 begann Scandone im Rahmen von Wettbewerben zu segeln. Bereits im nächsten Jahr gewann er die Weltmeisterschaft in seiner Behinderungsklasse. Dieser Sieg brachte ihm die Ehrung als Rolex Yachtsman of the Year, die höchste Ehrung im US-amerikanischen Segelsport, ein.
Zuerst verfügte er über genügend Kraft, das Ein-Mann-Kielboot 2.4mR zu beherrschen, aber als er später aufgrund der fortschreitenden Krankheit schwächer wurde und die Kontrolle über seine Beine verlor, wechselte er auf die Zweipersonen-Jolle SKUD-18, die mit einer Handbedienung auskommt.
Im Jahr 2008 nahm er an den Paralympischen Spielen in Peking teil und gewann dort zusammen mit Maureen McKinnon-Tucker die Goldmedaille in der Klasse SKUD-18. Das US-Team wählte Nick Scandone als besondere Ehrung zum Fahnenträger bei der Eröffnungsveranstaltung in Peking.
Nick Scandone starb am 2. Januar 2009 in seinem Haus in Fountain Valley an den Folgen seiner Krankheit.
Scandone war seit 1998 verheiratet.

## Erfolge als Regattasegler mit Behinderung
- 2005 2.4 Meter Open World Championships auf Elba, Italien: Gold
- 2005 US Sailing Rolex Yachtsman of the Year
- 2006 IFDS Disabled Sailing World Championships in Perth, Australien: Vierter Platz
- 2007 IFDS Disabled Sailing World Championships in Rochester, New York: Gold
- 2007 U.S. Paralympic Team Trials in Newport, Rhode Island: Gold
- 2008 Sommer-Paralympics in Peking: Goldmedaille in der Wertung 2-person keelboat (SKUD-18)
- 2008 Nominierung zum Rolex Yachtsman of the Year[2]
- 2008 US Sportsman of the Year[2]